# Restauration (métallurgie)
Pour les articles homonymes, voir Restauration.
En métallurgie, la restauration est le nom d'un traitement thermique (ou d'une phase d'un traitement thermique) lors d'un recuit à température faible durant lequel on observe une diminution de la densité des dislocations.
Les dislocations sont en général introduites par déformation plastique (multiplication des dislocations par le mécanisme de Frank et Read). Ces dislocations se gênent mutuellement et donc augmentent la dureté (phénomène d'écrouissage).
En chauffant le métal, les dislocations deviennent spontanément mobiles et s'éliminent, soit en bougeant jusqu'à la surface libre du métal, soit en bougeant jusqu'à un joint de grain, soit en formant une « paroi de dislocation », qui n'est en fait qu'un joint de grain de faible désorientation (ou sous-joint). Ce sous-joint de grain peut évoluer vers un véritable joint de grain. On entre alors dans une phase de recristallisation (dite statique).
Le matériau regagne ainsi de la ductilité.
En bougeant, les dislocations peuvent entraîner des atomes étrangers, la restauration participe donc à la migration des espèces, et notamment à la ségrégation aux joints de grain.
Dans certaines conditions de vitesse de déformation et de température, on peut avoir de la restauration dynamique.

## Termes associés
- Recuit
- Recristallisation
- Ecrouissage